# Fèlix de Azúa i de Pastors
Fèlix de Azúa i de Pastors (Barcelona, 1874 - ibídem, 1939) va ser un arquitecte català.

## Biografia
Va ser fill del també arquitecte Fèlix de Azúa i Gasque (1844-1873) i pare de Fèlix de Azúa Gruart (1916-1985) que va seguir igualment la professió.

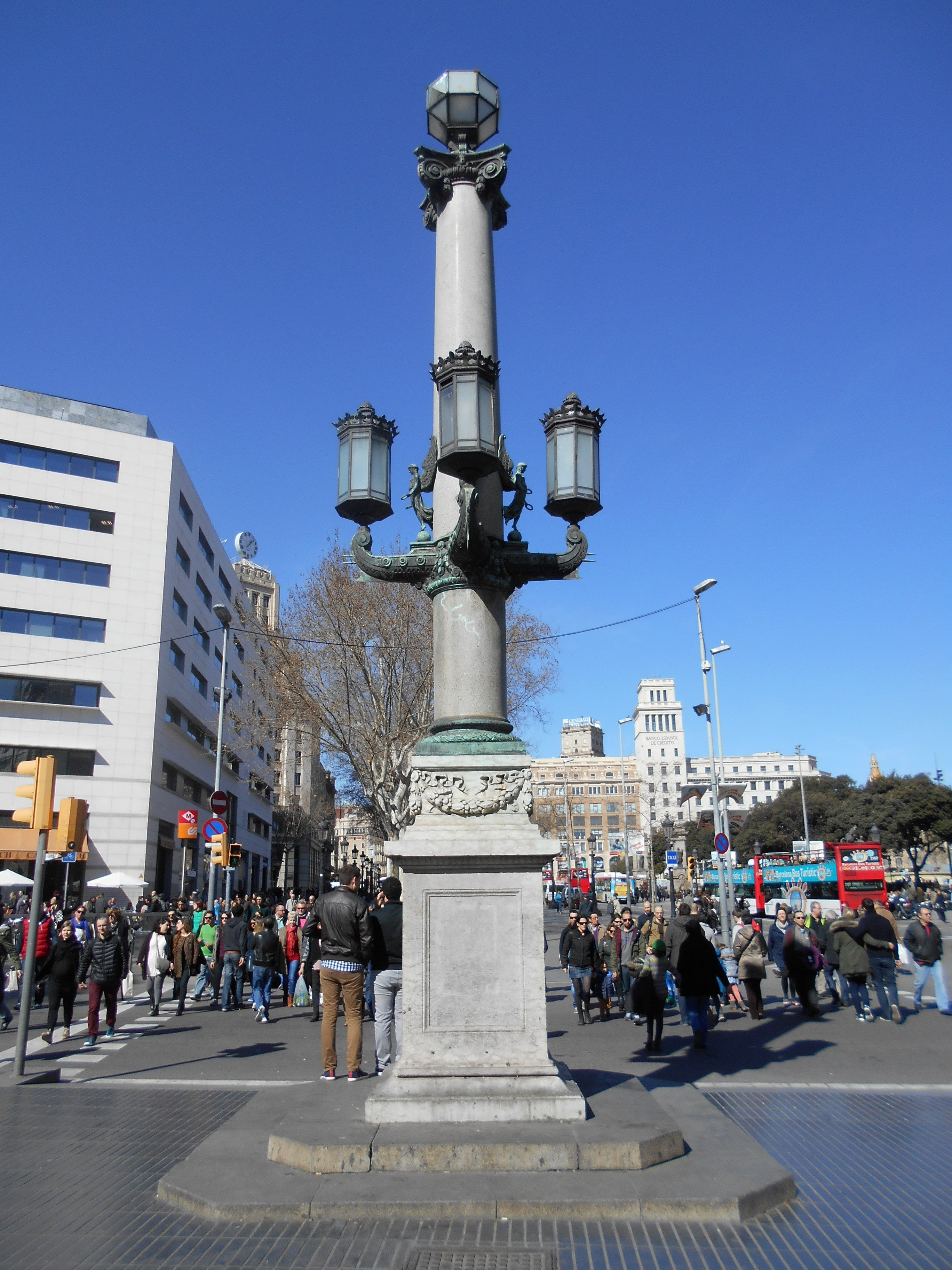
Fanal de Canaletes

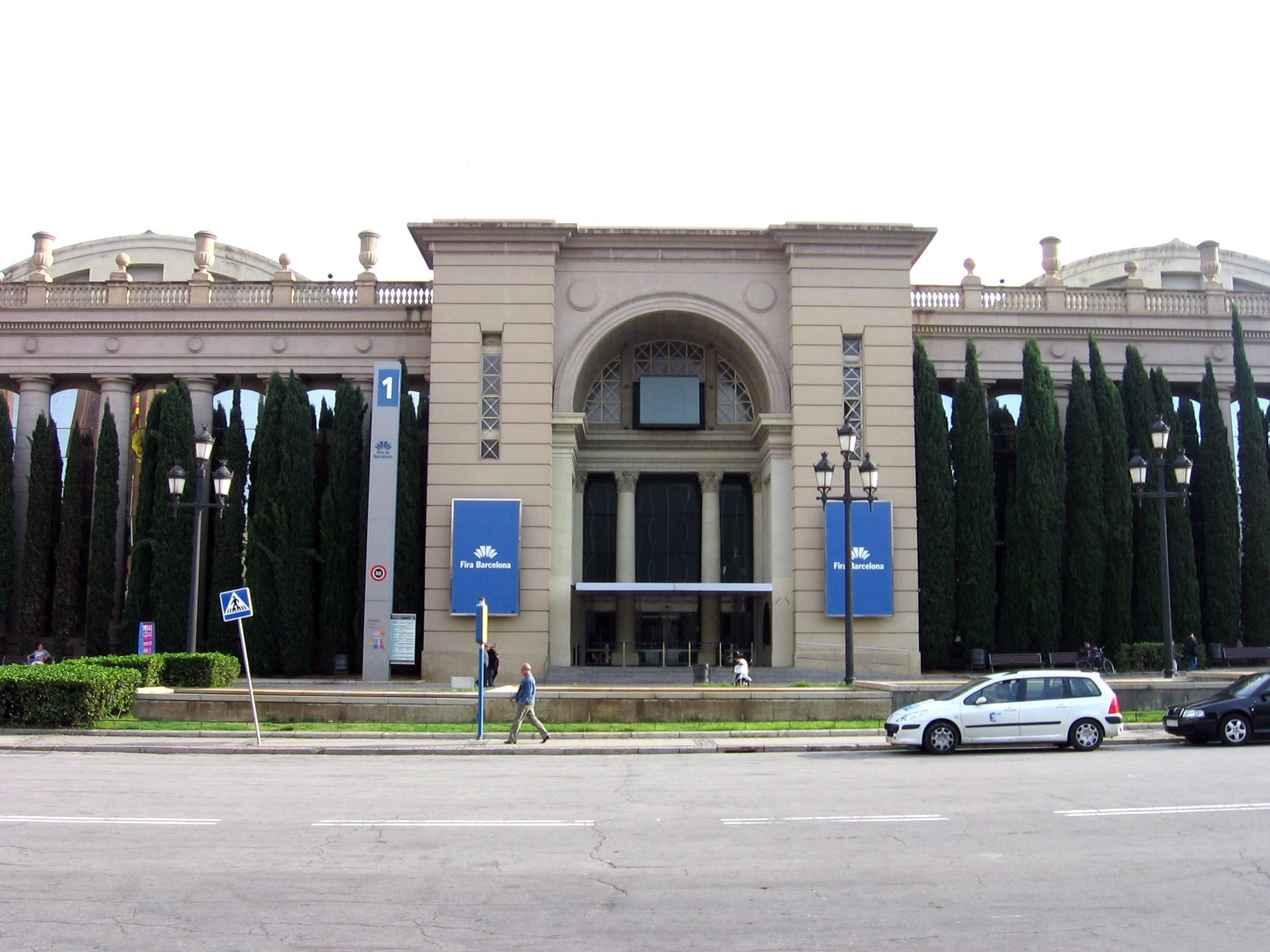
Palau de Comunicacions i Transports

Entre 1902 i 1906 va ser professor de l'Escola d'Arts i Indústria de Sant Feliu de Guíxols, localitat en la qual també va realitzar diversos projectes, com el Cafè Mercuri, actualment seu de la biblioteca i arxiu municipal, o la Casa Sala -avui coneguda com a Casa Ruscalleda, tots dos de 1904. El 1906 va guanyar per oposició una plaça de professor a l'Escola Tècnica Superior d'Arquitectura de Barcelona, de manera que es va instal·lar a la ciutat comtal.
Va ser arquitecte municipal de Barcelona, càrrec per al qual va intervenir en la urbanització de la plaça de Catalunya entre 1925 i 1929, al costat de Francesc de Francesc Nebot, Antoni Darder, Pere Domènech i Roura, Enric Catà i Eugeni Cendoya.
El 1928 va dissenyar el fanal de Canaletes, situat a l'inici de la Rambla tocant amb la plaça de Catalunya, prop de la font homònima. Dels vuit que estaven previstos per a la plaça només es va realitzar aquest. Està formada per una columna de granit amb un cos central de bronze amb quatre fanals sobre cossos en forma de proa de vaixell i quatre estatuetes de victòries alades, i coronat per una llanterna en forma d'esfera, en un estil proper a l'art déco.
Per l'Exposició Internacional de 1929 va projectar al costat de Adolf Florensa el Palau de Comunicacions i Transports, situat a Montjuïc. Presenta una línia d'estil neoclàssic inspirat en l'arquitectura acadèmica francesa. Era dels edificis més grans de l'Exposició, amb una superfície de 16 000 m². Amb façana a la plaça d'Espanya i a l'avinguda de la Reina Maria Cristina, la seva estructura està articulada al voltant de l'hemicicle amb columnata projectat per la plaça per Josep Puig i Cadafalch i Guillem Busquets. A la part de l'avinguda de la Reina Maria Cristina presenta una altra façana en forma d'arc de triomf rematada amb un grup escultòric on destaca la figura d'una Victòria. En l'actualitat forma part de la Fira de Barcelona.